# Paul Seuthe
Paul Seuthe (* 20. Mai 1909 in Hagen; † 10. November 1997 in Werdohl) war ein deutscher Kunstmaler und Architekt. Sein Thema waren überwiegend Bilder zum Sauerland. In seiner späten Schaffensperiode fertigte er auch abstrakte Arbeiten an.

## Leben
Seuthe begegnete 1923 als Maurerlehrling im ehemaligen Folkwangmuseum in Hagen Christian Rohlfs in seinem Atelier und erkannte nach eigenem Bekunden, „wie einfach das war, zu malen“. Danach begann er mit eigener Malerei. Von 1928 bis 1930 absolvierte er an der Baugewerkeschule in Höxter ein Studium, zog 1930 nach Werdohl um und arbeitete dort als Bauingenieur. 1951 gründete er einen Filmclub in Werdohl und beteiligte sich über lange Jahre an den Oberhausener Kurzfilmtagen. Als selbstständiger Architekt und Bauingenieur war er in den 1950er Jahren am Bau zahlreicher Fabrik- und Wohnbauten sowie öffentlicher Gebäude wie die Pestalozzi-Schule und das Schwesternwohnheim in Werdohl beteiligt. Die Stadt Werdohl beauftragte ihn 1957 mit der Schaffung eines Mahnmales, das auf dem Grimmeplatz steht. In einer Dokumentation des Zweiten Deutschen Fernsehens wurde Seuthe 1961 in der Sendung Prisma des Westens in dem Dokumentarbericht Die Stillen im Lande gewürdigt. Bis 1973 stellte er seine künstlerische Tätigkeit weitgehend ein und war als Architekt aktiv.

## Werk
Seuthes Arbeiten befinden sich in öffentlichen Sammlungen sowie im Privatbesitz. Dem Märkischen Kreis schenkte er 1992 43 Arbeiten für die Sammlung des Museums der Grafschaft Mark. Im Internationalen Fotomuseum Paris hängen Fotos von Seuthe, zwei Malerbücher werden in der Herzog August Bibliothek in Wolfenbüttel aufbewahrt. Seit dem 20. August 2016 besteht in Werdohl ein privat geführtes Paul-Seuthe-Museum.

## Ausstellungen
- Die erste Ausstellung eigener Bilder fand 1937 in Hagen statt.
- Ab 1973 wurden zahlreiche Ausstellungen mit Werken von Seuthe im In- und Ausland gezeigt.
- Eine große Retrospektive wurde 1989 im Museum der Grafschaft Mark auf der Burg Altena gezeigt.
- Unter dem Titel Mein Freund Paul veranstaltete die Stadt Werdohl 2000 einen Rückblick auf sein künstlerisches Schaffen.
- Die Ausstellung In Memoriam Paul Seuthe 1909 bis 2009 zeigte der Hagenring als Gedächtnisausstellung.[5]

## Veröffentlichungen
- Paul Seuthe Briefe aus Island Edition Monika Beck; 1. Auflage 1974 ISBN 978-3939755050

## Ehrungen
In Werdohl wurde bei der Freiheitstraße 1 ein Platz errichtet, der für Veranstaltungen genutzt werden kann, dieser Platz soll Paul-Seuthe-Platz genannt werden.